# عبد الحميد الشاذلي
عبد الحميد الشاذلي (بالإنجليزية: Abdel Hamid El-Shazly) مخرج ومنتج سينمائي مصري من مواليد 26 يناير 1942، حصل على دبلوم المعهد العالي للسينما (قسم الإخراج) عام 1965. عمل كمخرج بالتلفزيون المصري منذ عام 1966، حيث أخرج عدد من الأفلام التسجيلية، وفي مجال الأفلام الروائية الطويلة عمل في بدء حياته مساعد مخرج لعدد من المخرجين منهم صلاح أبو سيف وفطين عبدالوهاب. امتد مشواره الفني أكثر من 30 عاماً (من عام 1966 وحتى 1997) قدم خلالها 22 فيلماً (إنتاج فني) وخمسة أفلام في مجال الإخراج.

## قائمة أفلامه في الإخراج
فيلم «التراب الأحمر» قصة وسيناريو وحوار فتحي سلامة (إخراج).
فيلم «مراتي مدير عام» للمخرج فطين عبد الوهاب عام 1966 (مساعد مخرج ثان)
فيلم «القضية 68» للمخرج صلاح أبو سيف عام 1968 (مساعد مخرج ثان)
فيلم «الساعات الرهيبة» عام 1970 (مخرج)
فيلم «نوع آخر من الجنون» عام 1992 (مخرج).

## وصلات خارجية
- عبد الحميد الشاذلي على موقع IMDb (الإنجليزية)
- عبد الحميد الشاذلي على موقع الدهليز
- عبد الحميد الشاذلي على موقع قاعدة بيانات الأفلام العربية
- عبد الحميد الشاذلي على موقع الدهليز
- عبد الحميد الشاذلي على موقع كاروهات